# 모함메드 알모디아키
모함메드 알모디아키(아랍어: محمد أحمد المضيحكي, 1974년 6월 1일 ~ )는 카타르의 체스 선수이다. 카타르 출신으로는 첫 그랜드마스터이다. 또한 모디아키는 아랍 국가들에서 세기의 선수(Player of the Century within the Arab Countries) 트로피를 받았다.